# Sympagurus affinis
Sympagurus affinis är en kräftdjursart som först beskrevs av Henderson 1888.  Sympagurus affinis ingår i släktet Sympagurus och familjen Parapaguridae. Inga underarter finns listade i Catalogue of Life.